# 인도의 세계유산

인도의 세계유산은 세계유산 위원회를 거쳐 유네스코 세계유산에 등록된 인도의 세계유산을 말한다. 인도는 40건의 세계유산을 보유하고 있으며 아시아에서 중국에 이어 두번째로 많은 세계유산을 보유하고 있다. 

## 목록

### 문화유산
| No. | 사진           | 등록명                                                      | 소재지                                                  | 등록년도             | 등록기준               | 유네스코 지정번호 | 비고            |
| 1   |                | 아잔타 석굴                                                 | 마하라슈트라주                                          | 1983년               | (ⅰ), (ⅱ) (ⅲ), (ⅵ)      | 242               |                 |
| 2   |                | 엘로라 석굴                                                 | 마하라슈트라주                                          | 1983년               | (ⅰ), (ⅲ), (ⅵ)          | 243               |                 |
| 3   |                | 아그라 요새                                                 | 우타르프라데시주 아그라                                 | 1983년               | (ⅲ)                    | 251               |                 |
| 4   |                | 타지마할                                                    | 우타르프라데시주 아그라                                 | 1983년               | (ⅰ)                    | 252               |                 |
| 5   |                | 코나라크의 태양신 사원                                      | 오디샤주                                                | 1984년               | (ⅰ), (ⅲ), (ⅵ)          | 246               |                 |
| 6   |                | 마하발리푸람 기념물군                                       | 타밀나두주                                              | 1984년               | (ⅰ), (ⅱ) (ⅲ), (ⅵ)      | 249               |                 |
| 7   |                | 고아의 성당과 수도원                                        | 고아주                                                  | 1986년               | (ⅱ), (ⅳ), (ⅵ)          | 234               |                 |
| 8   |                | 카주라호 기념물군                                           | 마디아프라데시주                                        | 1986년               | (ⅰ), (ⅲ)               | 240               |                 |
| 9   |                | 함피 기념물군                                               | 카르나타카주                                            | 1986년               | (ⅰ), (ⅲ), (ⅳ)          | 241               |                 |
| 10  |                | 파테푸르 시크리                                             | 우타르프라데시주                                        | 1986년               | (ⅱ), (ⅲ), (ⅳ)          | 255               |                 |
| 11  |                | 파타다칼 기념물군                                           | 카르나타카주                                            | 1987년               | (ⅲ), (ⅳ)               | 239               |                 |
| 12  |                | 엘레판타 동굴                                               | 마하라슈트라주                                          | 1987년               | (ⅰ), (ⅲ)               | 244               |                 |
| 13  |                | 대 촐라 사원                                                | 타밀나두주                                              | 1987년               | (ⅱ), (ⅲ)               | 250               |                 |
| 14  |                | 산치의 불교 기념물군                                        | 마디아프라데시주                                        | 1989년               | (ⅰ), (ⅱ), (ⅲ) (ⅳ), (ⅵ) | 524               |                 |
| 15  |                | 델리의 후마윤 묘지                                          | 델리                                                    | 1993년               | (ⅱ), (ⅳ)               | 232               |                 |
| 16  |                | 델리의 쿠트브 미나르 유적                                   | 델리                                                    | 1993년               | (ⅳ)                    | 233               |                 |
| 17  |                | 인도 산악 철도                                              | 서벵골주 타밀나두주 히마찰프라데시주                    | 1999년 2005년 2008년 | (ⅱ), (ⅳ)               | 944               |                 |
| 18  |                | 부다가야의 마하보디 사원 단지                               | 비하르주                                                | 2002년               | (ⅱ), (ⅲ) (ⅳ), (ⅵ)      | 1056              |                 |
| 19  |                | 빔베트카의 바위 은신처                                      | 마디아프라데시주                                        | 2003년               | (ⅲ), (ⅴ)               | 925               |                 |
| 20  |                | 차트라파티 시바지 역 (옛 빅토리아 역)                       | 마하라슈트라주 뭄바이                                   | 2004년               | (ⅱ), (ⅳ)               | 945               |                 |
| 21  |                | 참피네르-파바가드 고고 공원                                 | 구자라트주                                              | 2004년               | (ⅲ), (ⅳ) (ⅴ), (ⅵ)      | 1101              |                 |
| 22  |                | 붉은 요새 복합단지                                          | 델리                                                    | 2007년               | (ⅱ), (ⅲ), (ⅵ)          | 231               |                 |
| 23  |                | 자이푸르의 잔타르 만타르                                    | 라자스탄주 자이푸르                                     | 2010년               | (ⅲ), (ⅳ)               | 1338              |                 |
| 24  |                | 라자스탄 구릉 요새                                          | 라자스탄주                                              | 2013년               | (ⅱ), (ⅲ)               | 247               |                 |
| 25  |                | 구자라트주 파탄의 라니키바브 (왕비의 계단 우물)             | 구자라트주 파탄                                         | 2014년               | (ⅰ), (ⅳ)               | 922               |                 |
| 26  |                | 비하르 날란다의 날란다 대승원(날란다 대학교) 고고학 유적    | 비하르주                                                | 2016년               | (ⅳ), (ⅵ)               | 1502              |                 |
| 27  | 주 의회 의사당 | 르 코르뷔지에의 건축 작품, 모더니즘 운동에 관한 탁월한 기여 | 인도 찬디가르 독일 벨기에 스위스 아르헨티나 일본 프랑스 | 2016년               | (ⅰ), (ⅱ), (ⅵ)          | 1321              | 7개국 공동 등재 |
| 28  |                | 아마다바드 역사 도시                                        | 구자라트주                                              | 2017년               | (ⅱ), (ⅴ)               | 1551              |                 |
| 29  |                | 뭄바이의 빅토리아와 아르데코 양식의 건축군                  | 마하라슈트라주 뭄바이                                   | 2018년               | (ⅱ), (ⅳ)               | 1480              |                 |
| 30  |                | 라자스탄의 자이푸르                                         | 라자스탄주 자이푸르                                     | 2019년               | (ⅱ), (ⅳ), (ⅵ)          | 1605              |                 |
| 31  |                | 카카티야 루드렛와라 라마파 사원                             | 텔랑가나주                                              | 2021년               | (ⅰ), (ⅲ)               | 1570              |                 |
| 32  |                | 돌라비라 : 하라파 유적                                      | 구자라트주                                              | 2021년               | (ⅱ), (ⅳ), (ⅵ)          | 1645              |                 |

### 자연유산
| No. | 사진 | 등록명                                  | 소재지                                          | 등록년도      | 등록기준      | 유네스코 지정번호 | 비고 |
| 1   |      | 카지랑가 국립공원                       | 아삼주                                          | 1985년        | (ⅸ), (ⅹ)      | 337               |      |
| 2   |      | 마나스 야생동물 보호구역                | 아삼주                                          | 1985년        | (ⅶ), (ⅸ), (ⅹ) | 338               |      |
| 3   |      | 케올라디오 국립공원                     | 라자스탄주                                      | 1985년        | (ⅹ)           | 340               |      |
| 4   |      | 순다르반스 국립공원                     | 서벵골주                                        | 1987년        | (ⅸ), (ⅹ)      | 452               |      |
| 5   |      | 난다 데비 국립공원과 꽃의 계곡 국립공원 | 우타라칸드주                                    | 1988년 2015년 | (ⅶ), (ⅹ)      | 335               |      |
| 6   |      | 인도의 서 고츠 산맥                     | 케랄라주 카르나타카주 타밀나두주 마하라슈트라주 | 2012년        | (ⅸ), (ⅹ)      | 1342              |      |
| 7   |      | 그레이트 히말라야 국립공원 보존 지역    | 히마찰프라데시주                                | 2014년        | (ⅹ)           | 1406              |      |

### 복합유산
| No. | 사진 | 등록명            | 소재지 | 등록년도 | 등록기준           | 유네스코 지정번호 | 비고 |
| 1   |      | 칸첸중가 국립공원 | 시킴주 | 2016년   | (ⅲ), (ⅵ), (ⅶ), (ⅹ) | 1513              |      |